# 秋田県立湯沢翔北高等学校雄勝校
秋田県立湯沢翔北高等学校雄勝校（あきたけんりつ ゆざわしょうほくこうとうがっこう おがちこう）は、秋田県湯沢市にある県立高等学校。

## 概要
雄勝高等学校として開校したが、2020年4月1日より湯沢翔北高等学校の地域校となり、湯沢翔北高等学校雄勝校となった。呼称は湯沢翔北高等学校 雄勝キャンパス。

## 設置学科
- 普通科

## アクセス
- JR奥羽本線横堀駅より徒歩20分

## 沿革
- 1977年 - 秋田県立湯沢高等学校内に設置準備室が設けられる
- 1978年 - 秋田県立雄勝高等学校として開校
- 1979年 - 校歌制定、作詞（押切順三、作曲（佐藤長太郎）
- 1994年 - コース制導入（福祉・情報経理・教養・進学(文・理)）、制服改訂
- 1995年 - 雄勝町営弓道場が設置される。
- 1996年 - 文部省の「豊かな心を育む教育」実践研究協力校に指定される。
- 2004年 - 2学期制導入
- 2020年
  - 3月1日 - 秋田県立雄勝高等学校最後の卒業式および校旗降納式を挙行[2]。
  - 4月1日 - 秋田県立湯沢翔北高等学校雄勝校に改称[3]。

## 部活動
- 生徒会、弓道部、男子卓球部、陸上競技部、図書部

## 進路状況
平成18年度卒業生の進学33名（4年制大学4名、短大2名、専門学校など27名）、就職者45名